# Saint-Hilaire-de-Gondilly
 Saint-Hilaire-de-Gondilly  es una población y comuna francesa, situada en la región de  Centro, departamento de Cher, en el distrito de Saint-Amand-Montrond y cantón de Nérondes.

## Demografía
| 224 | 242 | 183 | 155 | 156 | 190 |
| Para los censos de 1962 a 1999 la población legal corresponde a la población sin duplicidades (Fuente: INSEE [Consultar]) |     |     |     |     |     |